# Kalbí
La família al-Kalbí fou una nissaga notable de Kufa.
Membres destacats en foren:
- Bixr al-Kalbi, que participa en la batalla del Camell.
- Sàïb ibn Bixr al-Kalbí, mort a Dayr al-Jathaliq, al costat de Mússab ibn az-Zubayr el 690.
- Ubayd ibn Bixr al-Kalbí.
- Abd-ar-Rahman ibn Bixr al-Kalbí.
- Muhàmmad ibn Sàïb al-Kalbí, lloctinent d'Abd-ar-Rahman ibn Muhàmmad ibn al-Àixath, va dirigir la batalla de Dayr al-Djamadjin (701).
- Abu-n-Nadr Muhàmmad ibn as-Sàïib al-Kalbí, historiador i savi, mort el 763 amb més de 80 anys.
- Abu-l-Múndhir Hixam ibn Muhàmmad ibn as-Sàïb al-Kalbí, més conegut com a Ibn al-Kalbí, escriptor mort el 819 o 821 a Kufa, va escriure unes 150 obres, algunes importants sobre genealogies i el paganisme àrab preislàmic.
- Abbàs ibn Hixam al-Kalbí, savi i filòleg.